# 文奴爾·羅薩斯
文奴爾·羅薩斯·山齊士（西班牙語：Manuel Rosas Sánchez，1912年2月29日—1989年2月20日）出生於墨西哥城，是一位前墨西哥足球運動員，他曾代表墨西哥參加1930年首屆國際足協世界盃，1930年6月16日他代表墨西哥在分組賽迎戰智利，52分鐘攻入國際足協世界盃歷史上第一個乌龙球，最終智利大勝墨西哥，3日後面戰阿根廷，他攻入國際足協世界盃歷史上第一個十二碼，這個入球令他成為當屆國際足協世界盃最年輕的入球球員，直到1958年被巴西球員比利打破，目前仍然是世界盃歷史上第二年輕的入球者。
他的兄弟菲利普·羅薩斯（Felipe Rosas）也參加1930年國際足協世界盃，兩人都是當時效力於阿蘭特。

## 國際賽入球
| #  | 日期          | 場地                         | 對手   | 入球 | 比數 | 賽事                 |
| -- | ------------- | ---------------------------- | ------ | ---- | ---- | -------------------- |
| 1. | 1930年7月19日 | 烏拉圭，蒙得維的亞，世纪球场 | 阿根廷 | 1–3  | 3–6  | 1930年國際足協世界盃 |
| 2. | 1930年7月19日 | 烏拉圭，蒙得維的亞，世纪球场 | 阿根廷 | 2–5  | 3–6  | 1930年國際足協世界盃 |